# Tunnel van Hollogne
De tunnel van Hollogne  is een spoortunnel in Bierset, een deelgemeente van Grâce-Hollogne. De tunnel heeft een lengte van 720 meter. De dubbelsporige spoorlijn 36A gaat door deze tunnel. De tunnel loopt onder Liège Airport door.